# Tipula elgonensis
Tipula elgonensis är en tvåvingeart som beskrevs av Alexander 1956. Tipula elgonensis ingår i släktet Tipula och familjen storharkrankar.
Artens utbredningsområde är Kenya. Inga underarter finns listade i Catalogue of Life.